# لو دوان

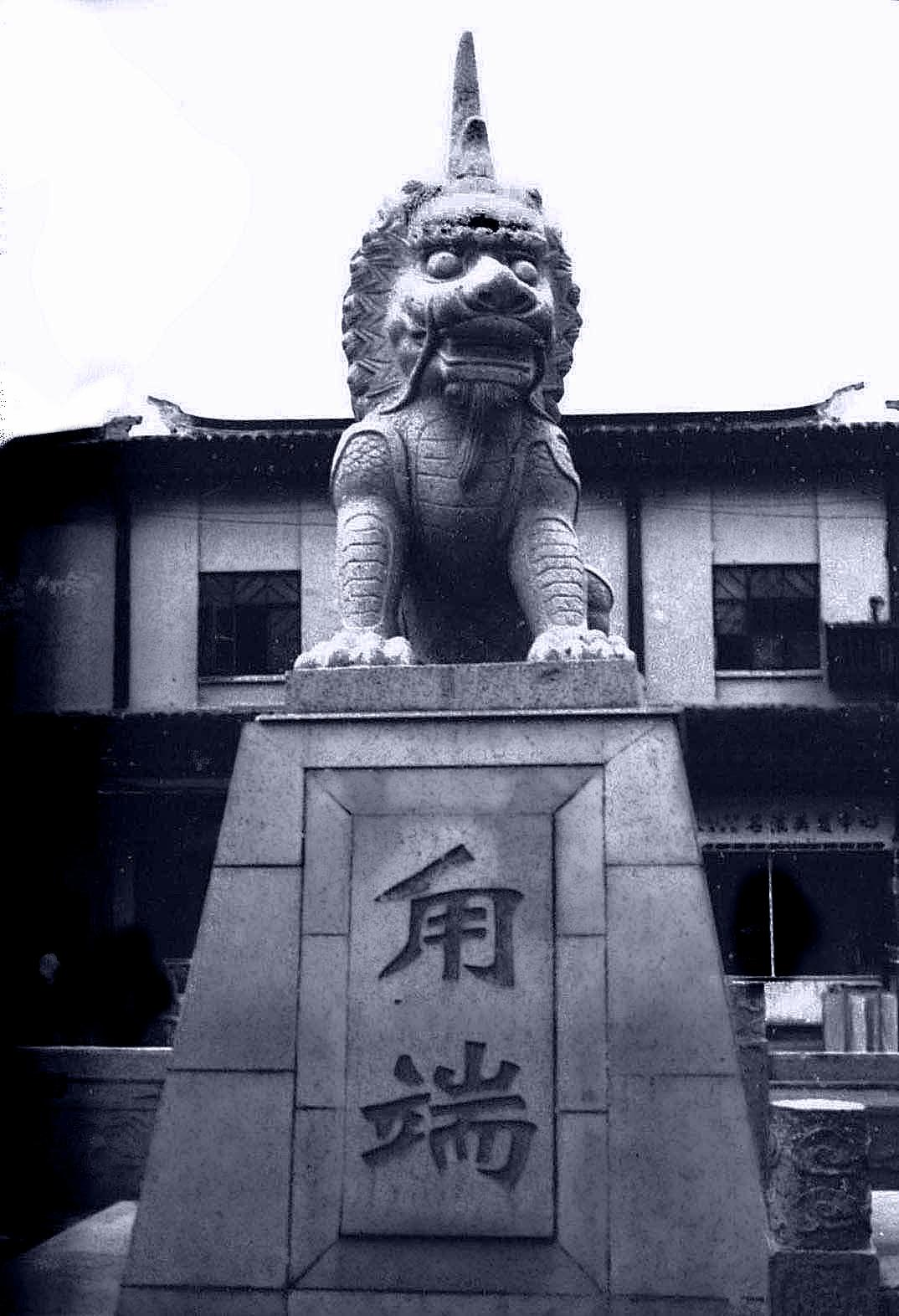
تمثال لودوان في مديني لوتشي الصينية

لودوان (بالإنجليزية: Luduan)‏ هو مخلوق صيني اُعتقد أنه جالب للحظ في الأساطير الصينية يستطيع كشف الحقيقة. وهو يشبه غزالًا بفراءٍ أخضر، وله ذيل حصانٍ وقرنٌ واحد. يستطيع السفر بسرعة 18,000 لي (9,000 كم أو 5,500 ميل) في اليوم، ويتحدث بكل لغات العالم. يحكى أنه ظهر أمام جنكيز خان وثناه عن غزو الهند. لعرش الإمبراطور في قاعة الوئام العليا مبخرتان على شكل لودوان وهما يمثلان حسن الحظ.